# Serrasalmus odyssei
Serrasalmus odyssei är en fiskart som beskrevs av Ernest Everett Hubert och Renno 2010. Serrasalmus odyssei ingår i släktet Serrasalmus och familjen Characidae. Inga underarter finns listade i Catalogue of Life.